# Ferring Kirke

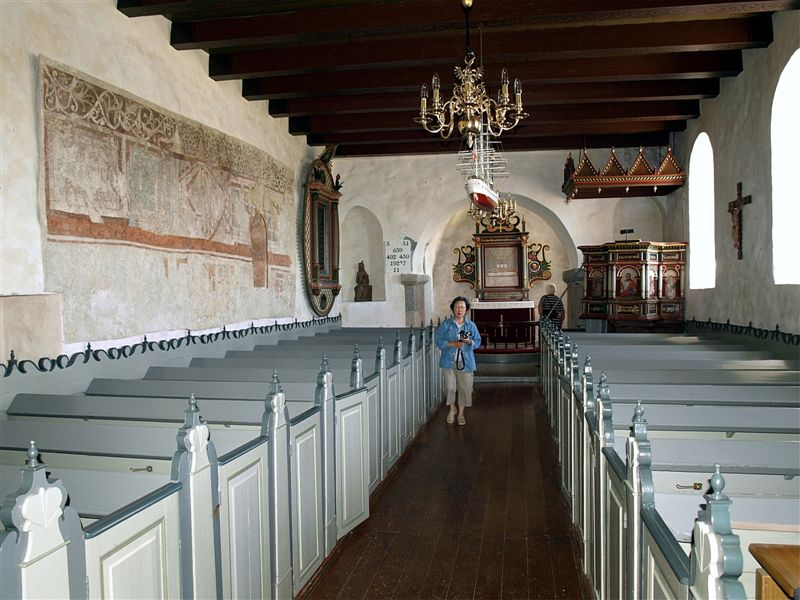
Kyrkorummet

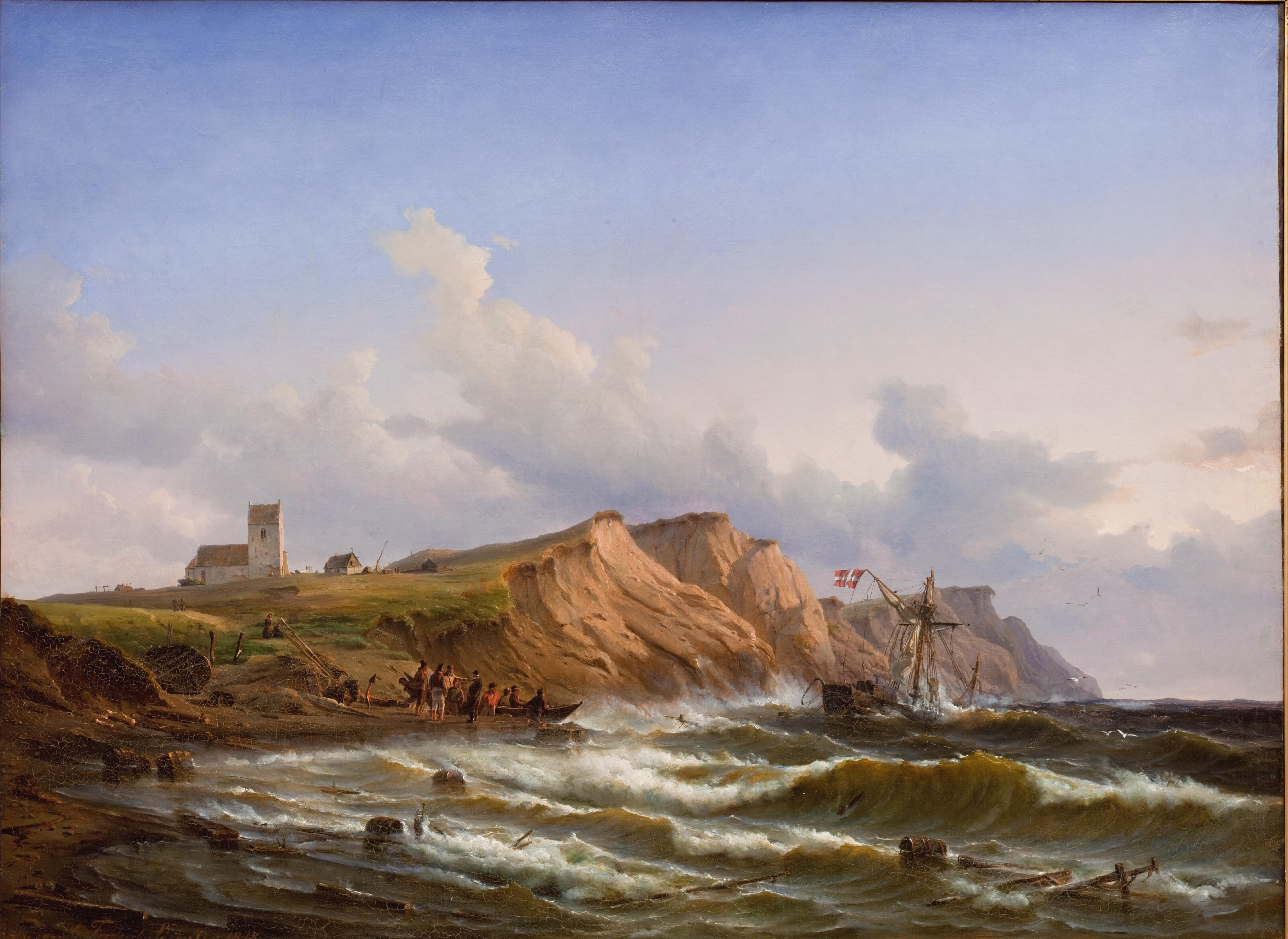
Skibbrud efter en storm ved Jyllands vestkyst ud for Ferring Kirke av Carl Frederik Sørensen, 1848

Ferring Kirke är en dansk kyrkobyggnad i Ferring i Lemvigs kommun i Region Mittjylland i Viborgs stift.
Kor och kyrkoskepp är uppförda i romansk stil, koret av kvadersten och skeppet av natursten. Den södra dörren har försvunnit vid kyrkans ombyggnader, medan den norra dörren är igenmurad, men synlig i muren. Tornet har byggts i sengotisk tid.
Altartavlan i renässansstil är från 1638. Målningarna på predikstolen gjordes av Poul Steffensen 1912. 
Kalkmålningarna på skeppets norra vägg avtäcktes 1912–1915 och restaurerades 1937 och 1958. I korvalvet upptäcktes 1985 hjärtformade utsmyckningar, som tillskrivs Lemviggruppen. Dessa var dock i så dåligt tillstånd, att man valde att åter kalka över dem. 
Kyrkan avbildas i Carl Frederik Sørensens målning Skibbrud efter en storm ved Jyllands vestkyst ud for Ferring Kirke från 1848. Den syns också i Hans Smidths Fra Ferring ved Bovbjerg från omkring 1880.